# Hertog von Glücksbjerg
De titel Hertog von Glücksbjerg werd in 1818 gecreëerd door de Deense koning Frederik VI om te worden toegekend aan Élie, graaf Decazes, een Frans politicus.